# 马特乌什·巴特尔
马特乌什·巴特尔（波蘭語：Mateusz Bartel，1985年1月3日—），波兰国际象棋棋手、特级大师。
巴特尔曾于2006年、2010年、2011年、2012年四度获得波兰国际象棋全国冠军。2012年，他在俄航杯国际象棋公开赛中夺冠。他还多次代表波兰参加国际象棋奥林匹克，并于2010年获个人金牌。
巴特尔的妻子是波兰女子国际象棋特级大师玛尔塔·巴特尔，两人于2013年成婚。